# Cooperativa de Casas Baratas «Pablo Iglesias»
La Cooperativa de Casas Baratas «Pablo Iglesias» fue una cooperativa española fundada en la localidad cordobesa de Pueblonuevo del Terrible en diciembre de 1926. La organización, dedicada a la construcción de casas baratas para obreros con inicialmente carácter local, se expandió más tarde a un ámbito estatal llegando a tener 70.000 afiliados, con su mayor auge durante la Segunda República.
Su nombre fue escogido como homenaje a Pablo Iglesias, fundador del PSOE, con el objetivo también de servir de gancho entre la clase obrera. En la empresa participaron nombres como los de Vicente Hernández Rizo, Tiburcio Morales o Francisco Azorín Izquierdo, entre otros. Formó parte de la Federación Nacional de Cooperativas de Casas Baratas y en sus comienzos dispuso de terrenos donados por la Sociedad Minera y Metalúrgica de Peñarroya. Tras el término de la guerra civil, en 1939, fue ilegalizada y sus propiedades incautadas por el Instituto Nacional de la Vivienda franquista. Se refundó ese mismo año en México bajo el mismo nombre. De la cooperativa, que editó la revista Hogar Obrero, se ha criticado su conservadurismo en sus planteamientos urbanísticos, desarrollados en torno a un modelo de ciudad-jardín y ajenos a otras propuestas contemporáneas más rompedoras.